# شیمه، فوکوئوکا
شیمه، فوکوئوکا (به لاتین: Shime, Fukuoka) یک منطقهٔ مسکونی در ژاپن است که در استان فوکوئوکا واقع شده‌است. شیمه ۳۸٬۹۴۵ نفر جمعیت دارد.